# Zooplankton

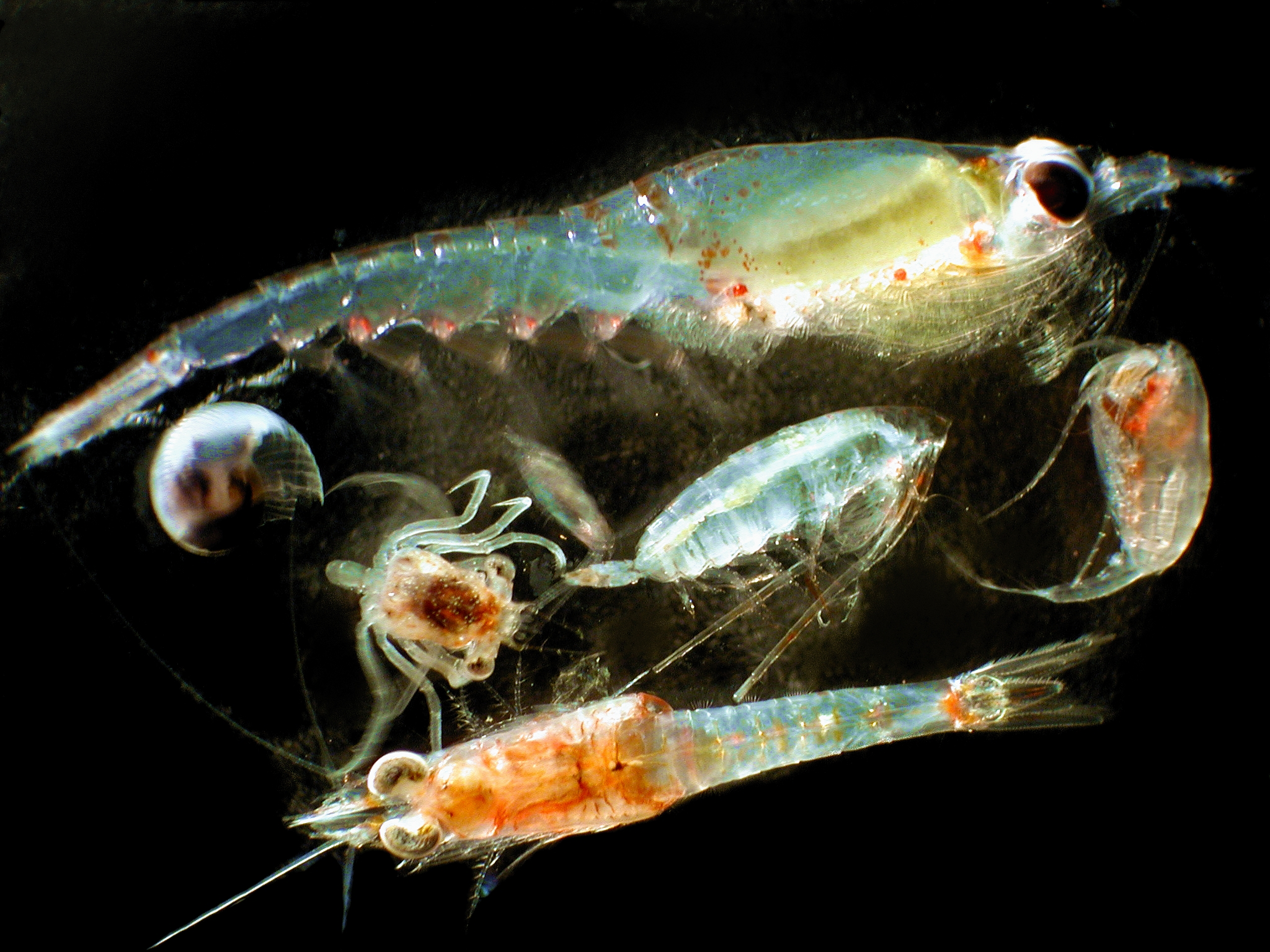
Příklad živočichů tvořících zooplankton

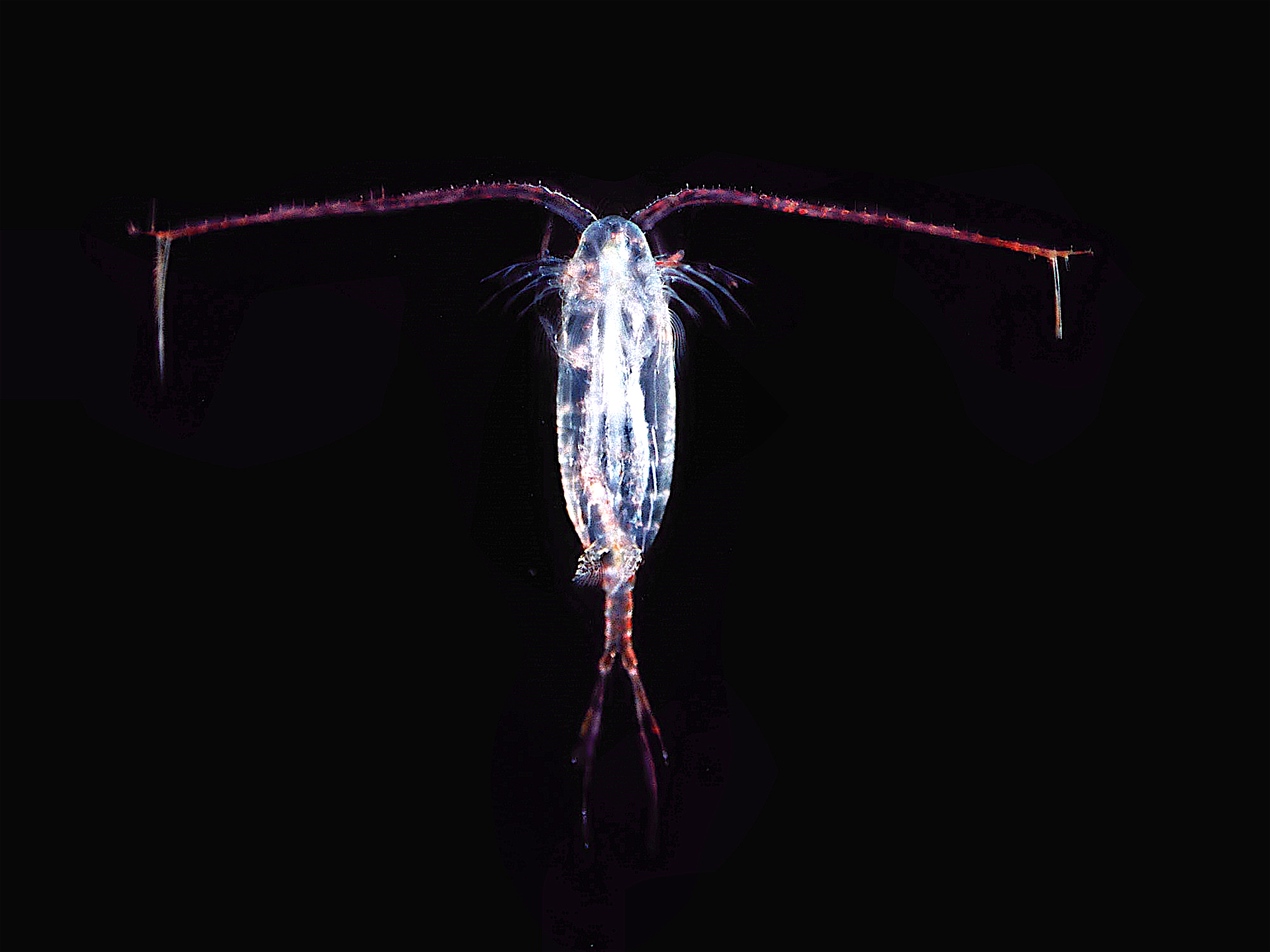
Klanonožec

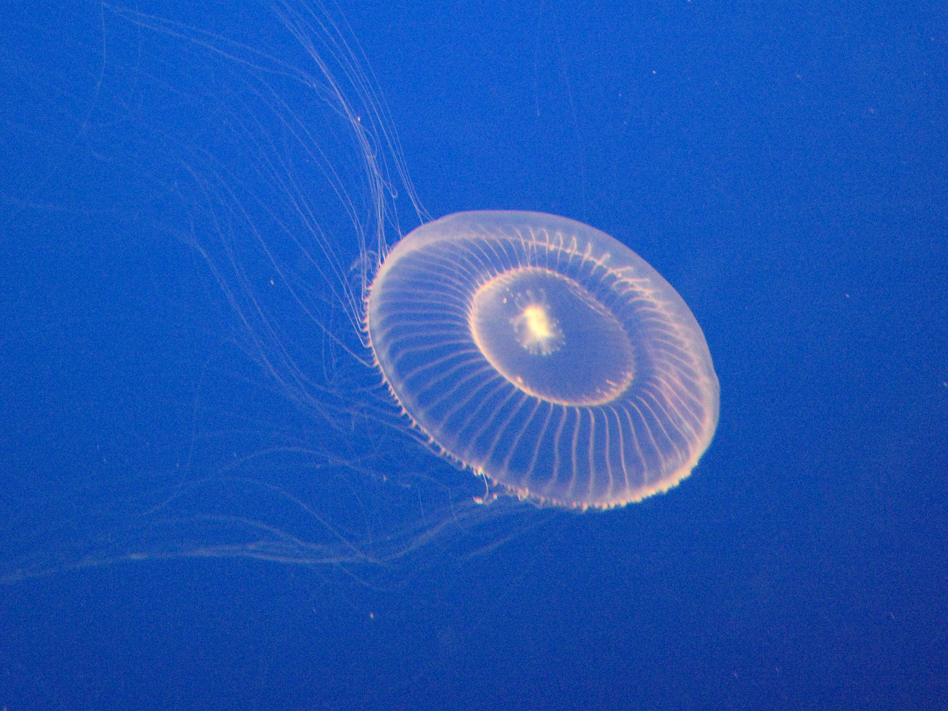
Medúza Aequorea victoria

Zooplankton, z řeckého zoon (ζῴον) – “zvíře”, a planktos (πλαγκτός) – “tulák”, je heterotrofní (někdy detritivorní) plankton – je tvořen živočichy, na rozdíl od fytoplanktonu, který je tvořen jednobuněčnými řasami a sinicemi. Plankton jsou organismy unášené v oceánech, mořích a tělech sladké vody. Jednotliví živočichové tvořící zooplankton jsou obvykle mikroskopičtí, ale někteří (například medúzy) jsou větší a viditelní pouhým okem.

## Ekologie
Zooplankton je kategorizace zahrnující celou škálu organismů, od prvoků k mnohobuněčným organismům. Zahrnuje holoplanktonické organismy, které žijí jako plankton po celou dobu vývoje, jakož i meroplanktonické organismy, které žijí jako plankton jen v raném stádiu vývoje. Ačkoli zooplankton je primárně transportován okolními vodními proudy, mnoho z nich má schopnost lokomoce, kterou využívají zejména k úniku před predátory či pro hledání kořisti.
Mezi ekologicky významné skupiny zooplanktonu patří dírkonošci, mřížovci a obrněnky. Mezi významný mnohobuněčný zooplankton patří žahavci, jako např. medúzy; korýši, jako jsou klanonožci, lasturnatky, stejnonožci, různonožci a kril; ploutvenky, některé druhy měkkýšů a strunatců (salpy, rybí potěr). Tento široký fylogenetický rozsah zahrnuje podobně široký rozsah způsobů získávání potravy: filtrací vody, predací, či symbiózou s autotrofním fytoplanktonem, jak je vidět u korálů. Zooplankton se živí bakterioplanktonem, fytoplanktonem, jiným zooplanktonem (někdy kanibalisticky), zbytky těl různých živočichů nebo mořským sněhem. V důsledku toho se zooplankton nachází především v povrchových vodách, kde jsou bohaté zdroje potravy (fytoplankton nebo jiný zooplankton).
Stejně jako pro jakýkoli jiný druh platí i pro zooplankton, že jeho výskyt může být jen v určitém regionu. Druhy zooplanktonu však nejsou rozptýleny rovnoměrně ani náhodně v určité oblasti oceánu. Stejně jako u fytoplanktonu existují v oceánu „skvrny“ druhů zooplanktonu. Ačkoli nad mezopelagickou zónou existuje jen málo fyzických překážek, určité druhy zooplanktonu jsou přísně omezeny salinitou a teplotou vody; zatímco jiné druhy vydrží odolávat velkým rozdílům teploty a salinity. Výskyt různých druhů zooplanktonu může být také ovlivněn dalšími biologickými, jakož i fyzikálními faktory. Mezi biologické faktory patří šlechtění, predace, koncentrace fytoplanktonu a vertikální migrace. Fyzickým faktorem, který nejvíce ovlivňuje distribuci zooplanktonu, je míchání vodního sloupce (zejména podél pobřeží a v otevřeném oceánu), které ovlivňuje dostupnost živin a následně produkci fytoplanktonu.

## Význam
Konzumací a zpracováním fytoplanktonu a dalších potravinových zdrojů hraje zooplankton roli ve vodních potravních sítích jako zdroj pro spotřebitele na vyšších trofických úrovních (včetně ryb) a jako jeden ze stupňů koloběhu uhlíku v oceánech. Protože jsou obvykle malí, mohou živočichové tvořící zooplankton rychle reagovat na zvýšení hojnosti fytoplanktonu, například v jarním období.
Zooplankton může také působit jako rezervoár nemocí. Bylo zjištěno, že korýši uchovávají bakterii Vibrio cholerae, která způsobuje choleru, a to tím, že umožňuje bakteriím připojit se k jejich chitinovým exoskeletům. Tento symbiotický vztah zvyšuje schopnost bakterie přežít ve vodním prostředí, protože jí exoskelet poskytuje uhlík a dusík.

## Galerie

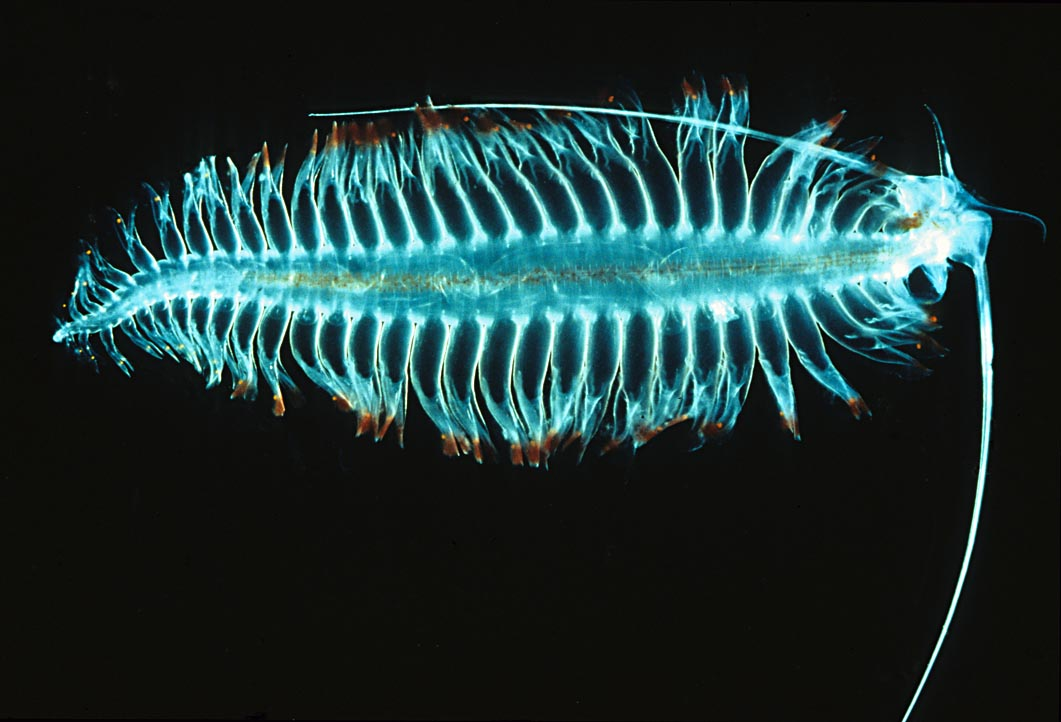
Kroužkovec
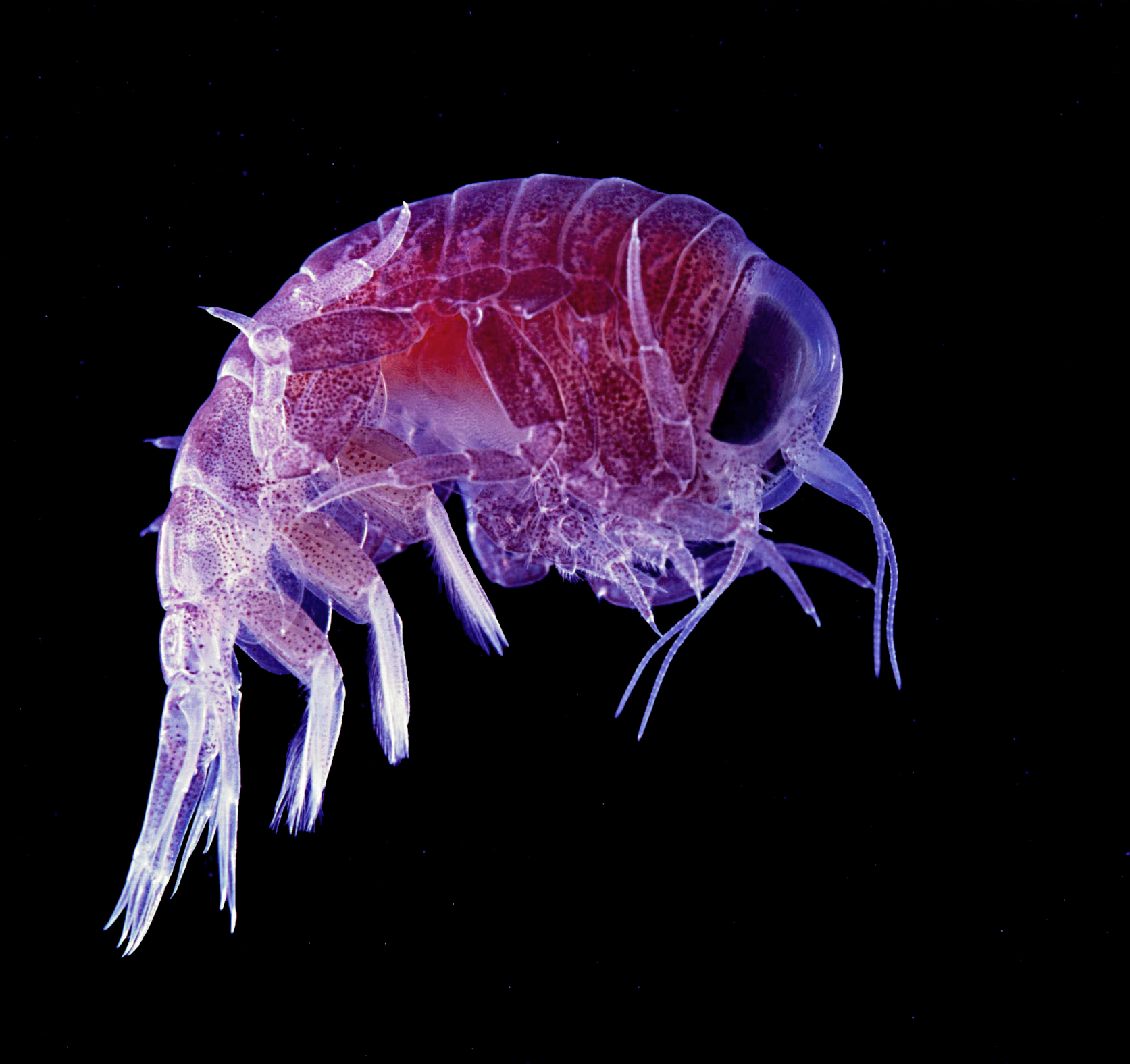
Různonožec
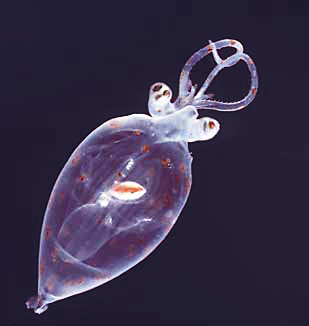
Mládě olihně
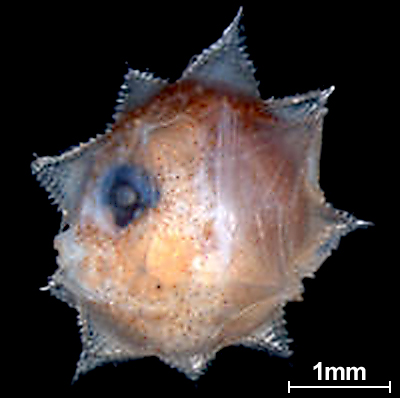
Mládě měsíčníka (2.7 mm)
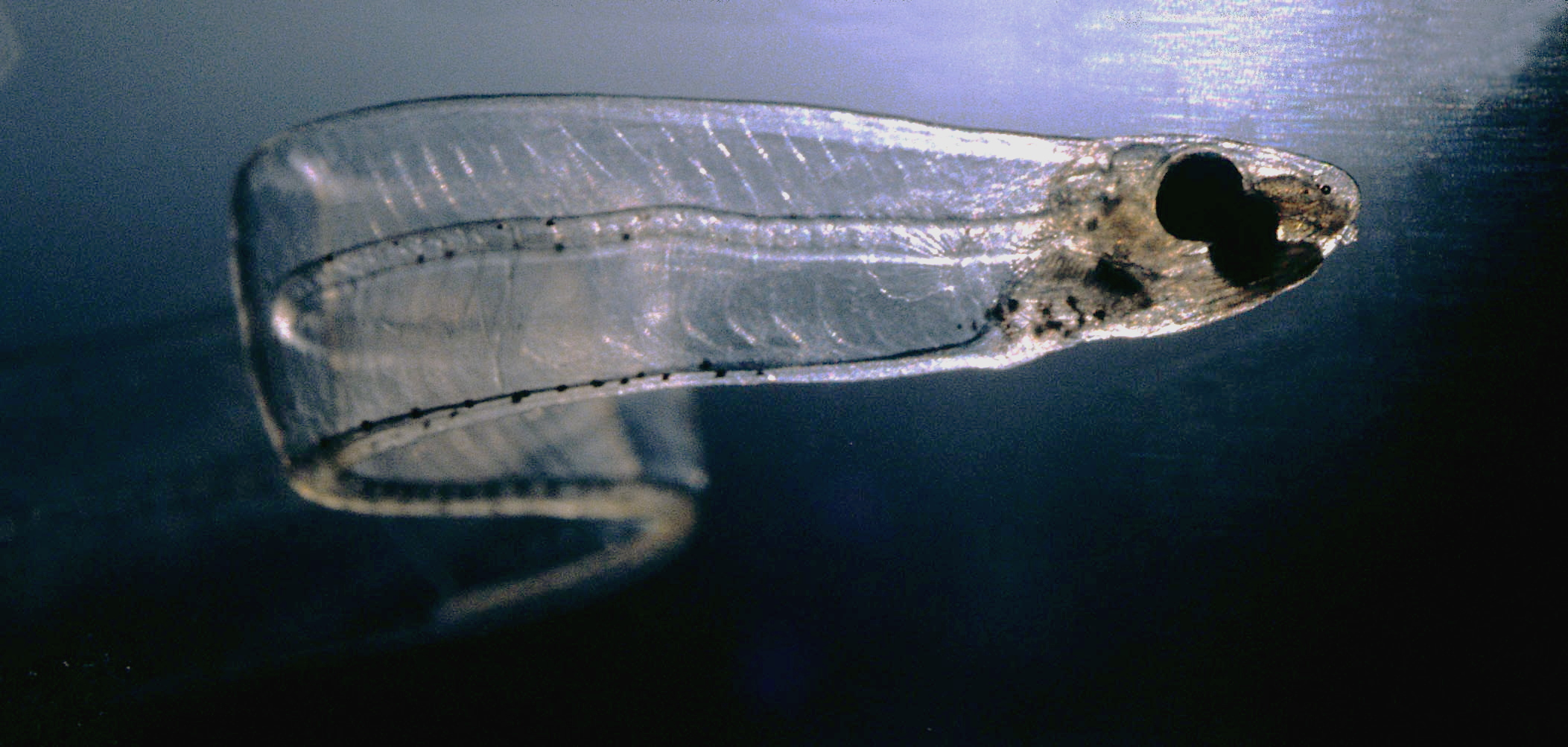
Mládě úhoře (7.6 cm)
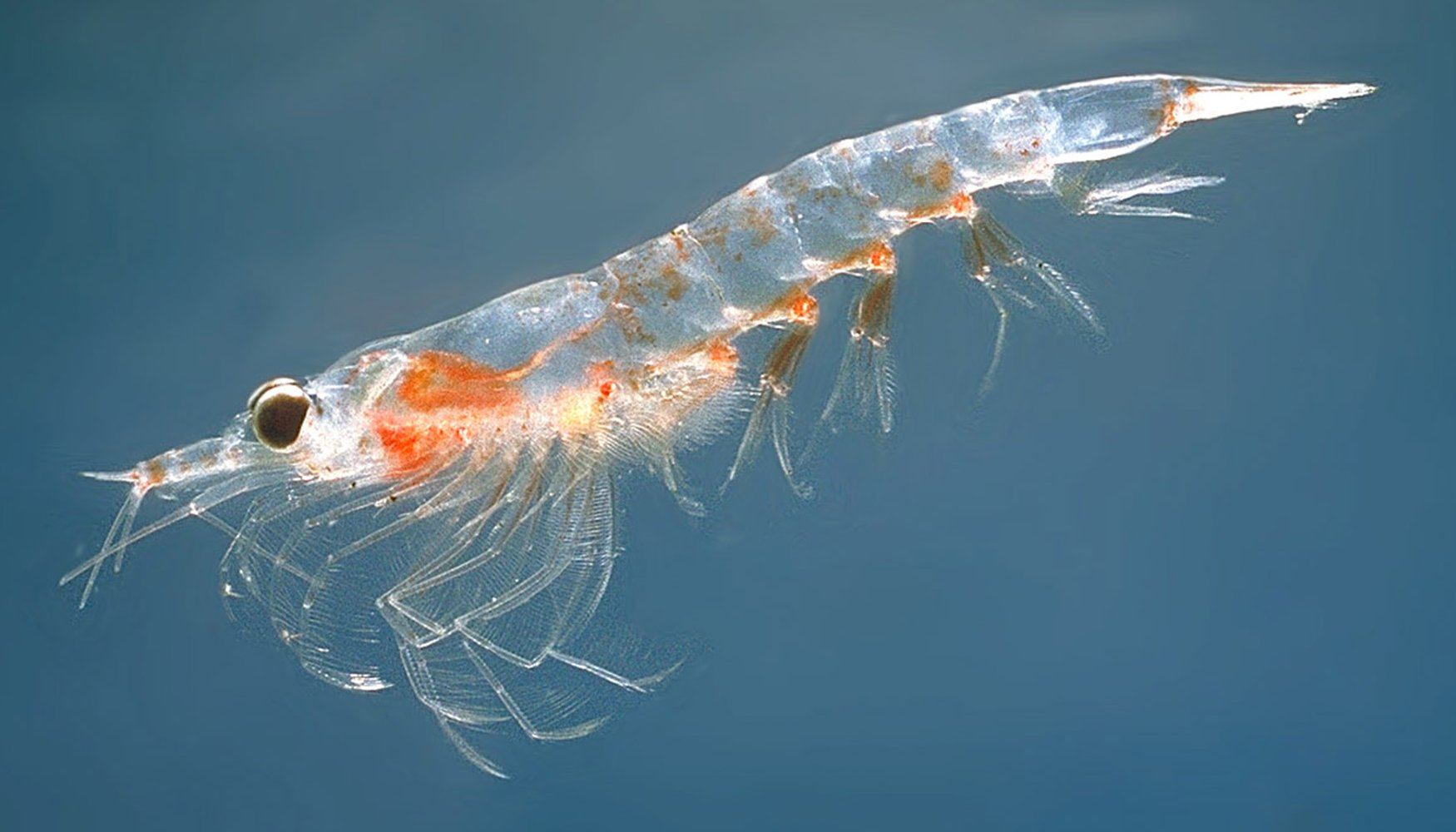
Kril